# La Positive Attitude
Pour les articles homonymes, voir Positive attitude.
Singles de Lorie
Week-end
(2003) Ensorcelée
(2004)
La Positive Attitude est une chanson de la chanteuse française Lorie issue du troisième album studio, intitulé Attitudes. Le titre est sorti en tant que second single de l'album le 4 avril 2004.

## Genèse
Ce titre est disponible sur l'album Attitudes sorti en 2004, sur l'album et la vidéo live de son concert Week End Tour et sur la compilation Best of sorti en 2005.
La face B du single commerce édition limitée contient le titre Les ventres ronds qui est une chanson inédite interprétée en live lors du Week End Tour. Le titre de la chanson a été repris en 2005 par Jean-Pierre Raffarin lors d'un de ses discours.

## Clip vidéo
Le clip a été tourné en studio en 2004 par le réalisateur Vincent Egret. La vidéo est caractérisée par un style japonais où les passages entre les différentes scènes se font avec un effet pellicule.

## Liste des pistes
- CD single

1. La Positive attitude (Radio Edit) – 4:20
2. La Positive attitude (Instrumental) – 4:28

- CD single - Édition limitée

1. La Positive attitude (Radio Edit) – 4:20
2. Les Ventres ronds (Live Week End Tour 2004) – 6:11
3. La Positive attitude (Instrumental) – 4:28

- CD single réedition

1. La Positive attitude (Radio Edit) – 4:20
2. La Positive attitude (Instrumental) – 4:28

- DVD single

1. La Positive attitude (Clip vidéo) – 4:07
2. La Positive attitude (Making Of) – 26:00

## Classements
| Pays          | Meilleure position | Nombre de semaines |
| ------------- | ------------------ | ------------------ |
| France        | 9                  | 25                 |
| Belgique (WA) | 8                  | 11                 |
| Suisse        | 31                 | 15                 |

| Pays          | Classement |
| ------------- | ---------- |
| France        | 68         |
| Belgique (WA) | 64         |